# Švab
Švab ali nemški ščurek (znanstveno ime Blattella germanica) je vrsta ščurka iz družine Ectobiidae, znan predvsem kot eden najpomembnejših škodljivcev med ščurki, ki je pogost prebivalec človekovih bivališč po vsem svetu.

## Opis
Je razmeroma majhen predstavnik ščurkov, ki v dolžino doseže 1,3 do 1,6 cm in je prepoznaven po svetlorjavi obarvanosti telesa s parom temnih vzdolžnih črt na hrbtni strani oprsja. Med pogostejšimi vrstami, prisotnimi v človekovi bližini, je prepoznaven tudi po tem, da sprednji par kril sega čez konec zadka. Je sicer slab letalec, a kljub temu izredno mobilna žival, ki je sposobna v petih dneh preteči tudi do 75 m.
Vrsta ima hiter življenjski krog, tako da se lahko letno razvijejo tri do štiri generacije. Prisotnost ščurkov pogosto izdajajo ooteke, ovoji, v katerih samica nosi jajčeca dokler niso tik pred izvalitvijo. Razvoj od oploditve do preobrazbe traja 7–12 tednov. Približno en teden po preobrazbi postane žival spolno zrela in se prične pariti, tekom svojega življenja sproducira 4–8 ootek s po približno 30 zarodki.

## Razširjenost in pomen
Švab verjetno izvira iz Jugovzhodne Azije, od koder se je s pomočjo človeka razširil po vsem svetu. Pri tem je v večini sedanjega območja razširjenosti izrazito vezan na človekova bivališča, kjer najde ugodne razmere – pravimo, da je sinantropna vrsta. V hladnejših območjih sveta, kot je Velika Britanija, se v naravi zadržuje manj kot desetina populacije. Najpomembnejši dejavniki, ki določajo prisotnost švaba v bivališčih, so gretje, prisotnost hrane in čistoča. Zadržujejo se predvsem v shrambah, kuhinjah in podobnih prostorih, kjer je spravljena hrana, ob hujših izbruhih pa tudi v drugih prostorih.
V večjem številu ščurki infestirajo spravljena živila in prispevajo h kvarjenju, hkrati pa jih onesnažujejo s svojimi iztrebki. Iztrebki so poleg tega alergeni, zato lahko povzročajo zdravstvene težave tudi posredno.